# Długa noc poślubna
Długa noc poślubna – polski film obyczajowy z 1976 roku.

## Główne role
- Halina Rowicka - Marta Sikora, żona Adama
- Jacek Romanowski - Adam Sikora
- Jana Svandova - Hala, żona Andrzeja
- Witold Dębicki - Andrzej, przyjaciel Adama
- Mirosława Dubrawska - matka Adama
- Mieczysław Łoza - Stefam Sikora, ojciec Adama
- Ferdynand Matysik - kierownik Adama
- Zdzisław Kuźniar - kolega ojca Adama
- Jerzy Zygmunt Nowak - przewodniczący rady zakładowej
- Adam Wolańczyk - prezes spółdzielni
- Alicja Migulanka - Pstygowa

## Fabuła
Marta i Jacek przypadkowo poznają się na ulicy. Wkrótce biorą ślub. Młodzi nowożeńcy nie mają własnego mieszkania, ale ciągle się starają. Ona pracuje jako nauczycielka w szkole podstawowej i mieszka z ciotką. On pracuje w fabryce, stara się przyśpieszyć przydział mieszkaniowy. Próbują coś wynająć, ale nie starczy im pieniędzy. Poza tym ich rodzice nie akceptują tego związku. Pojawiają się większe kłopoty, a między nimi zaczyna dochodzić do nieporozumień.